# Gagne ta vie
Pour plus de détails, voir Fiche technique et Distribution.
Gagne ta vie est un film français réalisé par André Berthomieu, sorti en 1931.

## Fiche technique
- Titre : Gagne ta vie
- Réalisation : André Berthomieu
- Scénario : Pierre Maudru, René Pujol, Albert Willemetz
- Décors : Jean d'Eaubonne
- Photographie : Jules Kruger, Robert Lefebvre
- Musique : Henri Verdun
- Producteur : Jacques Haïk
- Société de production : Les Établissements Jacques Haïk
- Pays de production :  France
- Format : Noir et blanc  - 1,20:1 - 35 mm - Son mono
- Genre : Comédie
- Durée : 95 minutes (1 h 35)
- Date de sortie :
  - France : 9 octobre 1931

## Distribution
- Victor Boucher : Jacques Laumière
- Dolly Davis : Paulette Martin
- André Dubosc : Monsieur Laumière
- Florelle : elle-même
- Robert Goupil : Philippe
- Louis Florencie : Monsieur Martin
- Fred Marche : Aldebert Gajac
- Paulette Duvernet
- Sinoël
- Nathalie de Sol
- Pierre Labry
- René Bergeron
- Raymond Blot
- Albert Broquin
- Georges Deneubourg
- Gabrielle Fontan
- Jean Heuzé
- Jane Loury
- Alfred Pizella
- Robert Tourneur
- Jean Valmont